# Drieasser

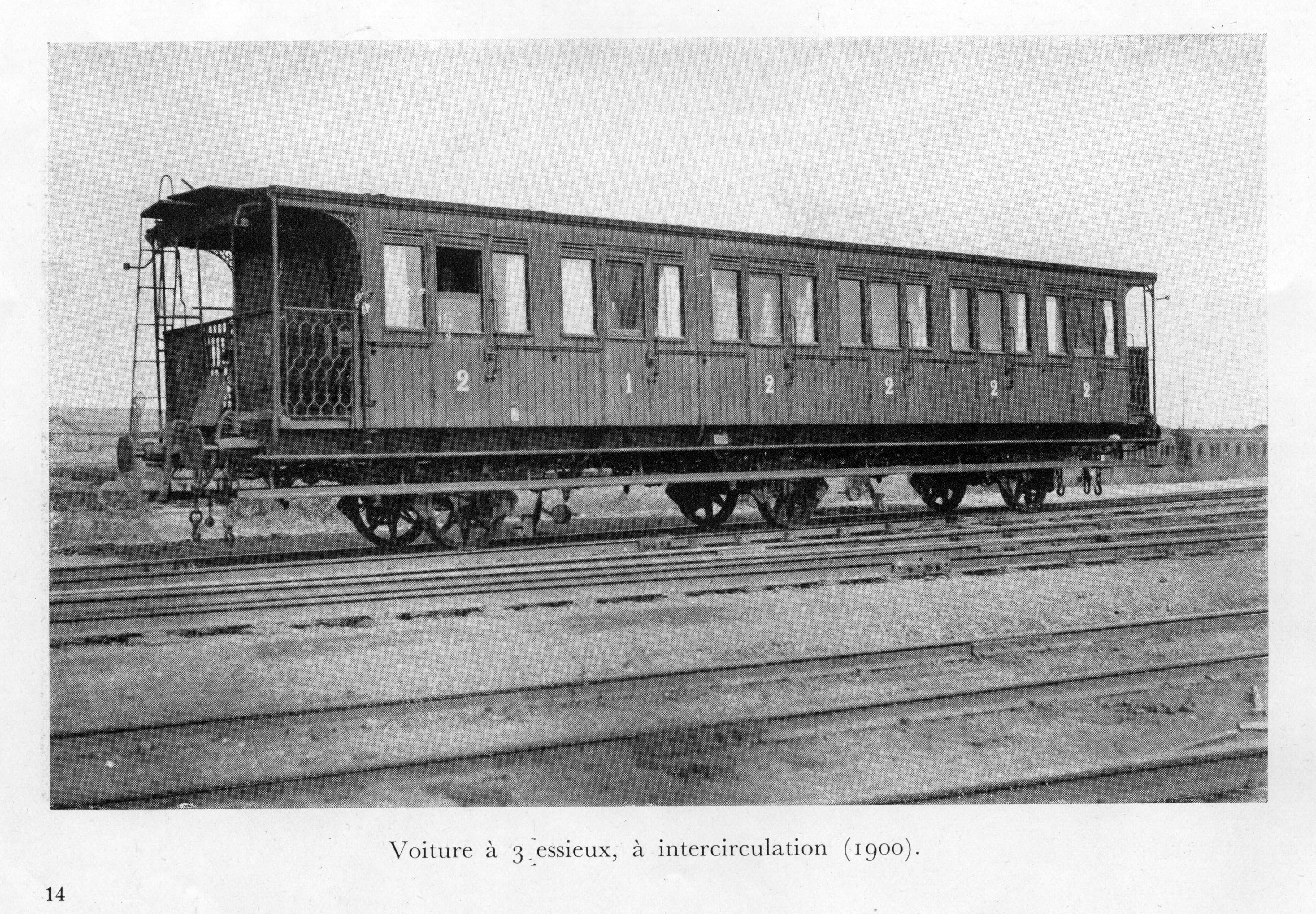
Drieassig Belgisch GCI-spoorwegrijtuig, rond 1900

Een drieasser is een voertuig dat rust op drie assen. De benaming wordt vooral in de spoor- en tramwegwereld gebruikt. Naast toepassingen bij spoorwegrijtuigen en goederenwagens met drie starre assen, waarbij de middelste as vooral diende om de asdruk te verminderen, werden bij tramrijtuigen ook beweegbare assen toegepast.

## Drieassige trams

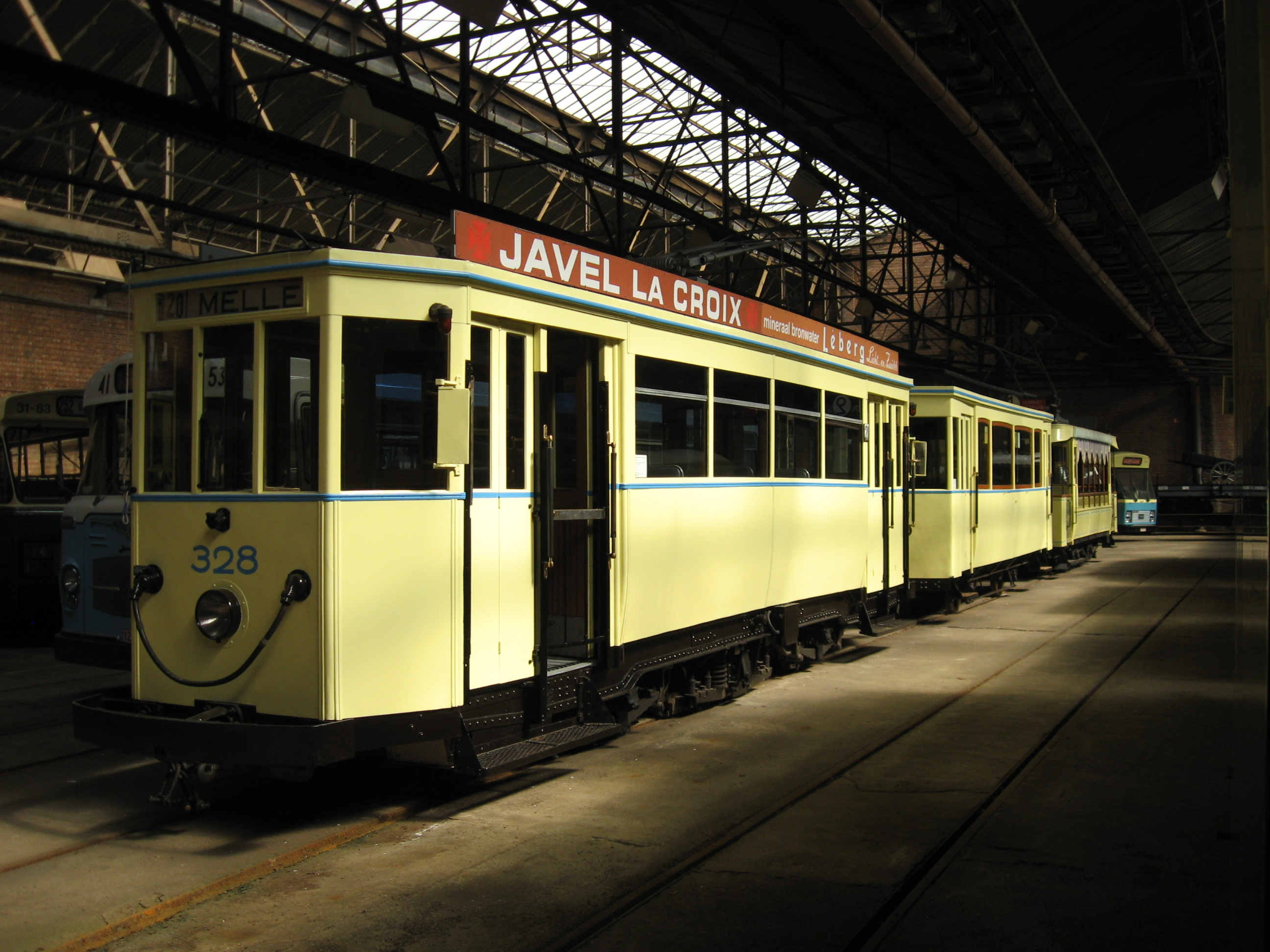
Gentse trammotorwagen 328 met drieassig onderstel (systeem-Kamp)

Van drieassige trams zijn de buitenste assen (meestal) draaibaar, waarbij de middelste as - meestal voorzien van kleinere wielen - de buitenste assen stuurt door middel van een simpel stelsel van disselbomen. De buitenste assen en wielen zijn ieder gevat in een eenassig draaistel waarin ook de aandrijving door elektromotoren en het remwerk zijn opgenomen, en dat door een langwerpige veer bevestigd is aan de wagenbak. Het kleine loopdraaistel in het midden heeft geen verbinding met de wagenbak. Doordat de assen in spoorbogen meesturen, is, vergeleken met een tweeasser met starre assen, een soepele loop door de bocht mogelijk. Ook is er vaak minder slijtage aan de rails doordat de wielen minder wringen. De drieasser werd ook gezien als een alternatief voor de vierasser op tweeassige draaistellen; hij was goedkoper en had toch de voordelen van de soepeler rijeigenschappen.

### Vroege toepassingen
Het principe van de drieasser was al aan het eind van de 19e eeuw met wisselend succes op spoor- en tramwagens getest. De Robinson Radial Car Truck, van de Amerikaanse uitvinder William Robinson werkte niet naar tevredenheid, maar kende rond 1900 toch een kortstondig succes bij onder meer het trambedrijf van Boston. Hij vormde het voorbeeld voor enkele drieassige tramonderstellen die de Duitse fabriek MAN bouwde. Meer succes had de Belgische constructeur Kamp, die de buitenste assen liet sturen door kruisstangen. De Gentse tram paste zijn systeem toe door 105 tweeassige motorwagens (nummers 301-405) van een drieassig onderstel te voorzien. Ook de Belgische buurtspoorwegen hadden een aantal drieassers type Odessa met het systeem-Kamp in dienst, maar op buurttrajecten bleken de rijeigenschappen toch minder gunstig te zijn dan in de stad: boven 45 km/h trad instabiliteit op. Men sprak in België ook wel van Bissels, omdat het principe van de beweegbare as (toen bedoeld voor de loopwielen van stoomlocomotieven) in 1857 was uitgevonden door de Amerikaan Levi Bissell.

### Systeem Buchli

Constructie van het drieassige tramonderstel volgens Buchli

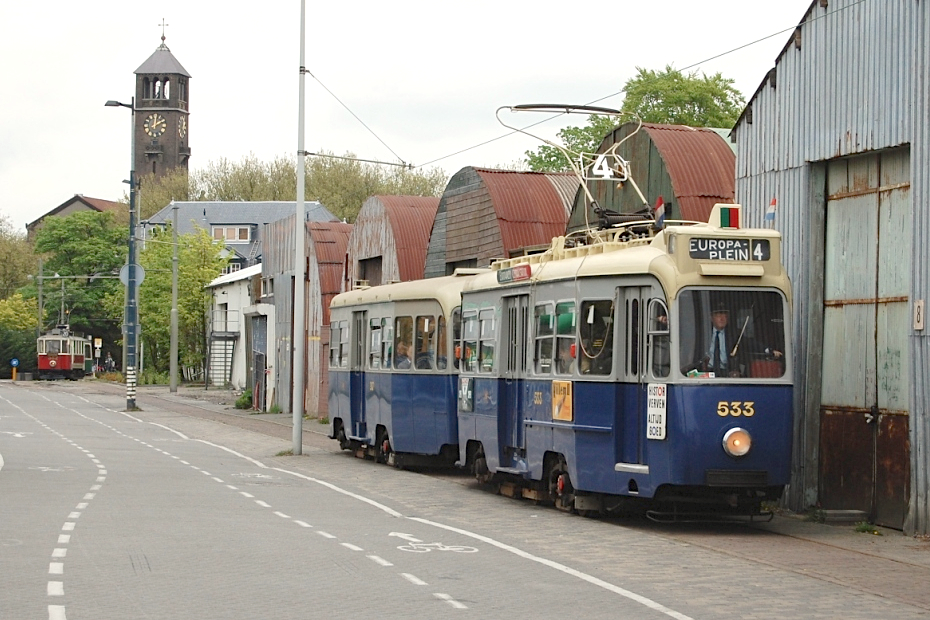
Amsterdams drieassertramstel 533+987 met systeem-Buchli op de lijn 30

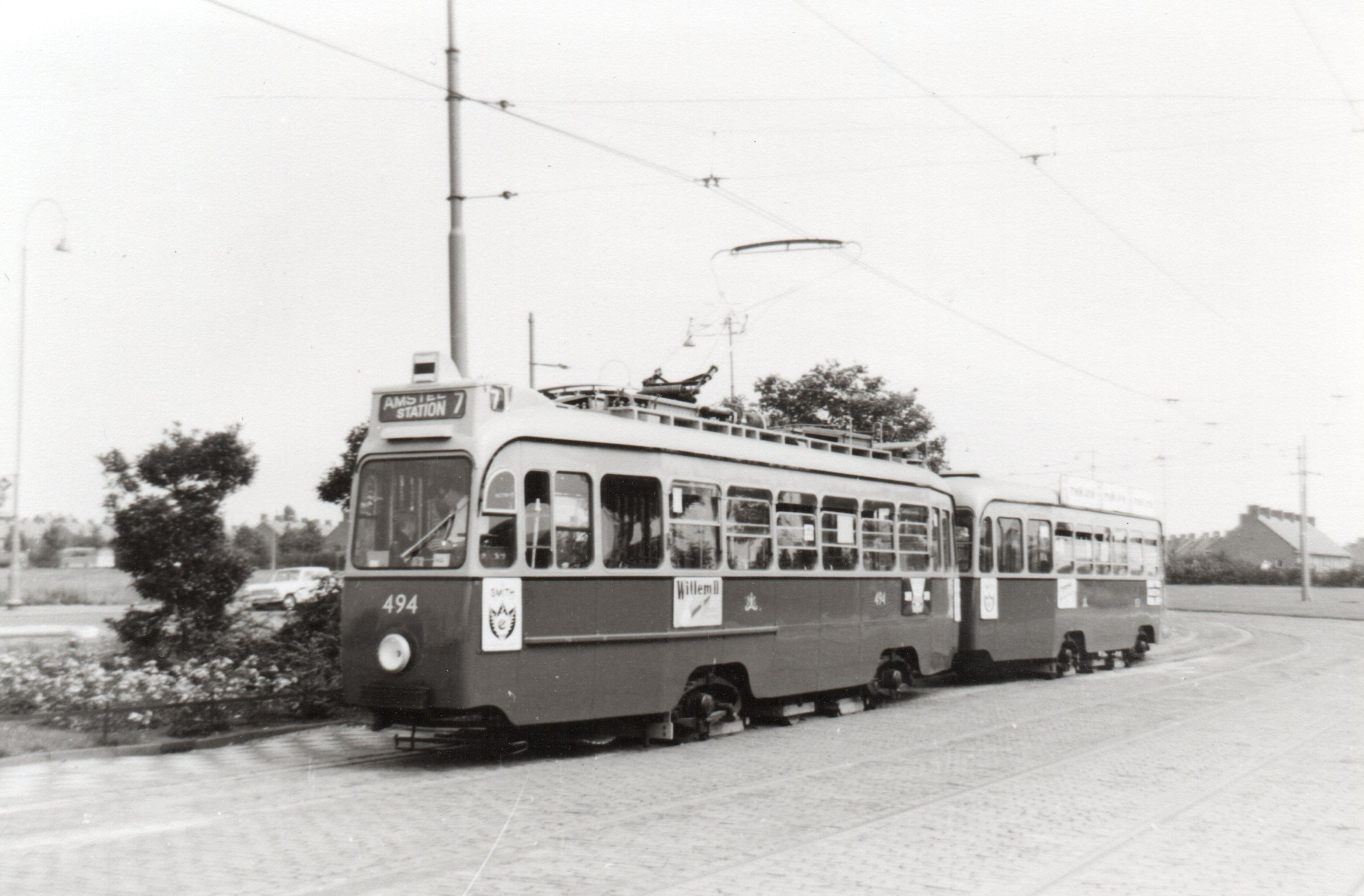
Amsterdams drieassig tramstel op lijn 7

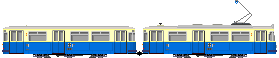
Drieassig tramstel (type M4.65) te München, met in het midden de sturende derde as volgens systeem Buchli

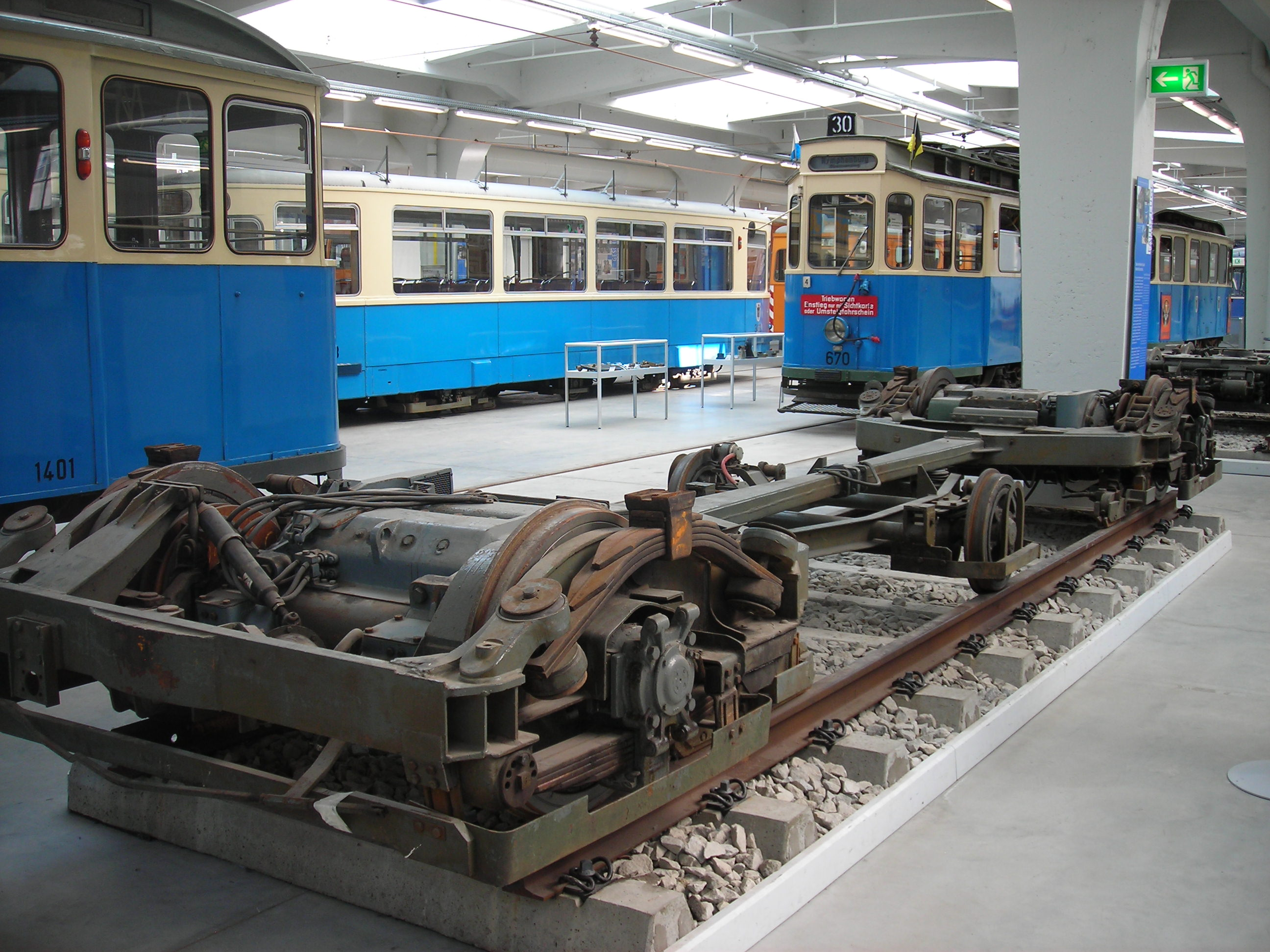
Drieassig tramonderstel.

De drieassige tram werd pas echt vervolmaakt en operationeel gemaakt door de Zwitser dr. Jakob Buchli (1876-1945), hoofdingenieur bij de Schweizerische Lokomotiv- und Maschinenfabrik (SLM) in Winterthur. Zijn ontwerp werd uitgebreid getest op vijf motorwagens en een bijwagen van het trambedrijf in die stad.
In de jaren 1934-1937 werd door twee Nederlandse trambedrijven uitgebreid geëxperimenteerd met drieassige onderstellen volgens Buchli's systeem. Zo verbouwde de NZHTM de tweeassige motorwagen A101 en de bijwagen B111 (bouwjaar 1910) van de tramlijn Leiden - Katwijk tot drieassers om betere rijeigenschappen te verkrijgen. De tweeassige truck met grote radstand werd geheel verwijderd om de plaatsing van het drieassige onderstel mogelijk te maken. Bij de NZHTM (de "Blauwe Tram") bleef het bij dit ene tramstel, omdat men de voordelen niet vond opwegen tegen de kosten bij dit al vijfentwintig jaar oude materieel. De LTM in de Oostelijke Mijnstreek verbouwde de twaalf soortgelijke, maar veel jongere tweeassige motorwagens 501-512 (bouwjaren 1923-1927) op dezelfde manier. Dankzij het drieassige onderstel van SLM Winterthur gingen hun prestaties aanmerkelijk vooruit en zij gingen vooral in bogen veel soepeler rijden.
Ook in Zürich werden in 1938 twee drieassers in dienst gesteld met een Buchli-onderstel. Zij wekten de interesse van de Gemeentetram Amsterdam. Als gevolg van de Tweede Wereldoorlog duurde het tien jaar voordat Werkspoor aan de Amsterdamse tram in 1948-50 een grote serie van 60 motorwagen (491-550, later 891-950) en 50 bijwagens (951-1000) met dit type onderstel kon leveren. Dit materieel had soepele rijeigenschappen, maar doordat voor een relatief laag motorvermogen was gekozen waren de prestaties toch niet bevredigend. De laatste drieassers van deze serie werden in 1983 buiten dienst gesteld.

### Duitsland
Elders in Europa reden vooral in Duitsland vele drieassers, onder meer gebouwd door Westwaggon. Een grootgebruiker was het trambedrijf van München, waar 286 van deze motorwagens met 246 bijwagens hebben dienstgedaan, voor het overgrote deel afkomstig van de fabriek Rathgeber. Een bijzondere variant waren de gelede trams op 2 drieassige onderstellen, waarvan München twee en Oberhausen 7 stuks in dienst had. In Augsburg reden 37 vijfassige gelede trams, bestaande uit een voorstuk op een drieassig Buchli-onderstel met een tweeassig achterdeel.

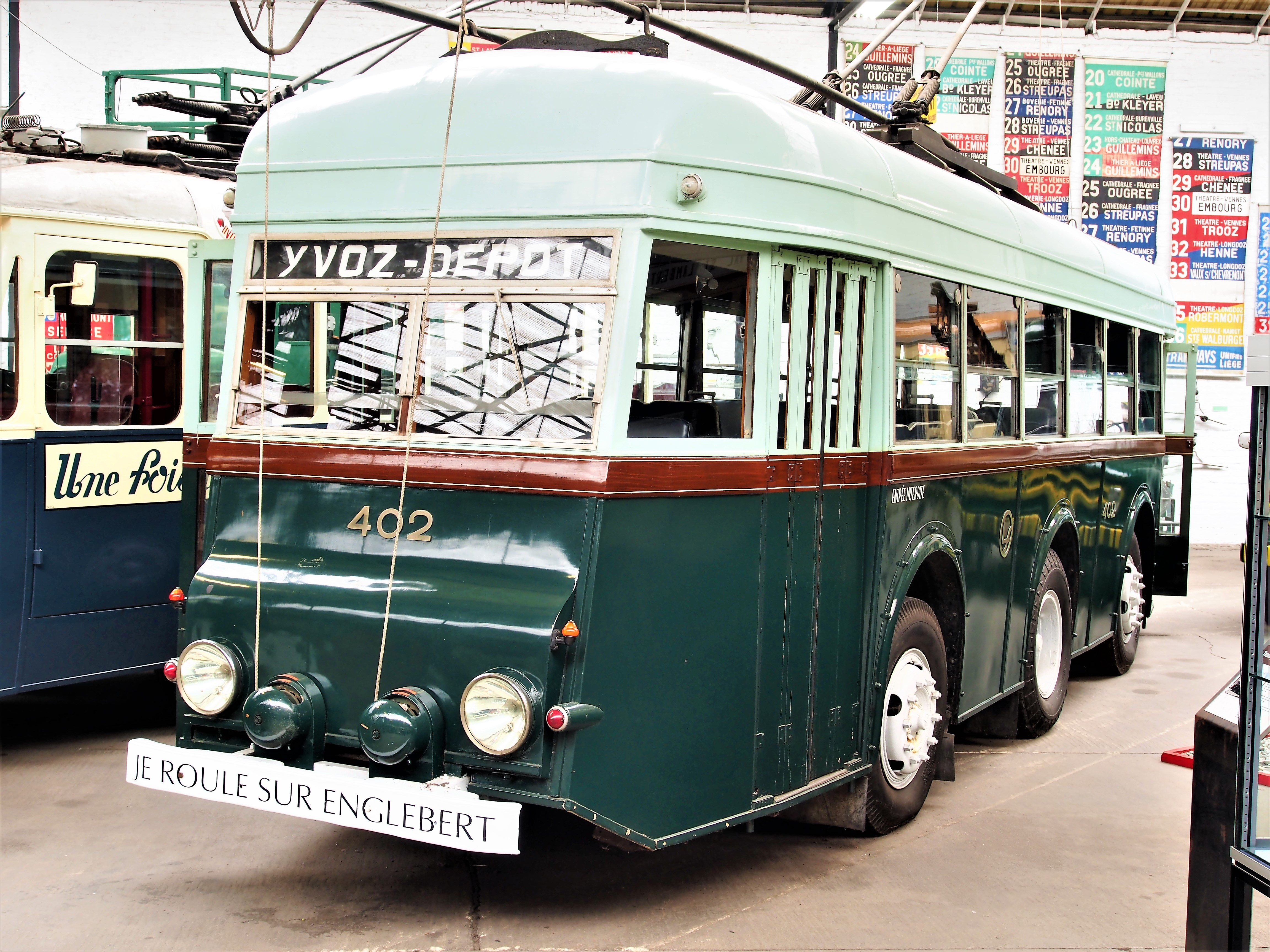
Drieassers te Luik.

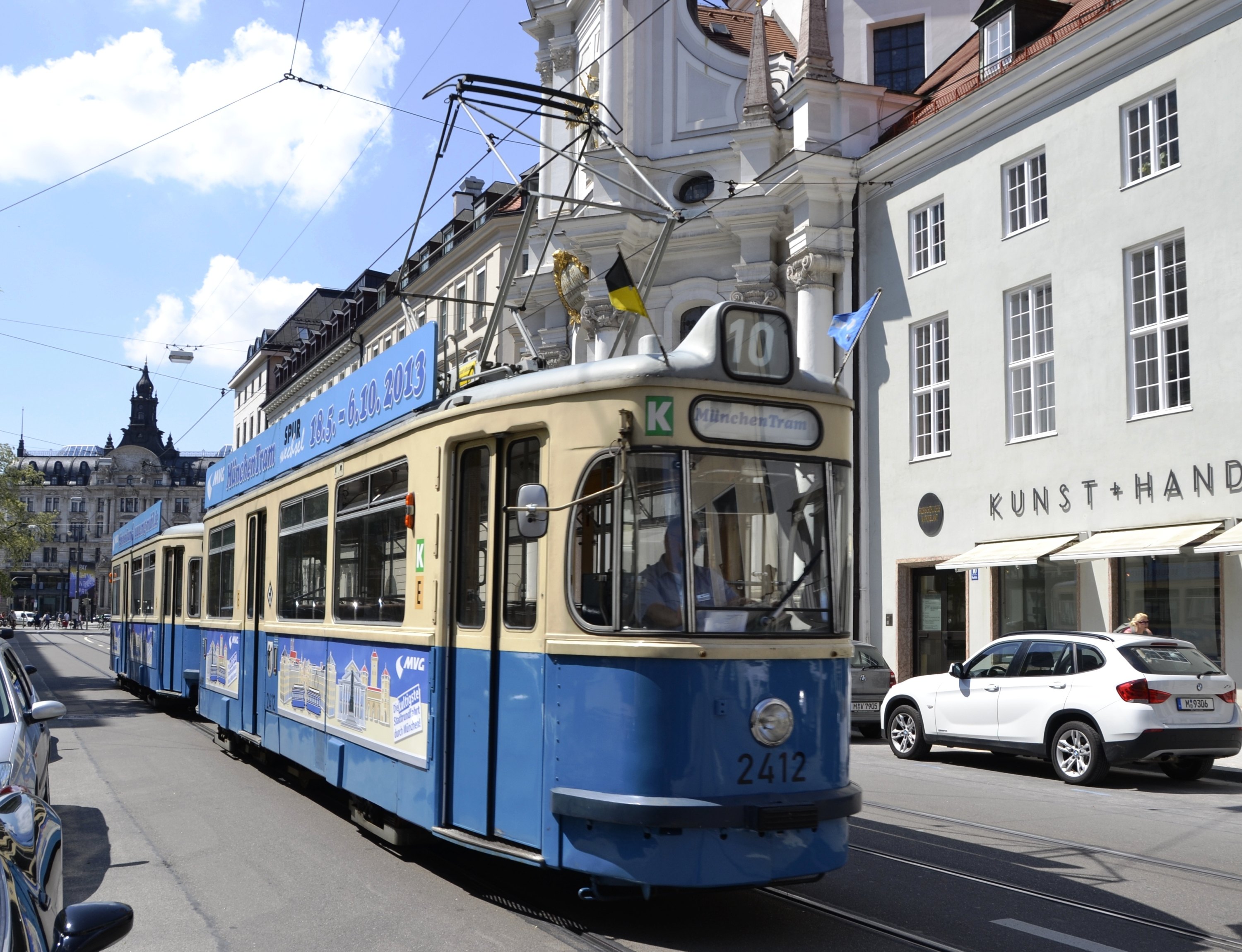
Drieassers te München.

## Drieassige bussen
Ook drieassige bussen komen vrij veel voor, met name ook enkelgelede bussen. Ook reguliere bussen - vooral die voor intercityverkeer - zijn als drieasser geleverd. Een unieke serie van vier exemplaren werd in 1935 gepresenteerd. Deze drieassige trolleybussen waren uitgevoerd als tweerichtingsvoertuig. Ze reden in de regio Luik tot aan 1963. Een exemplaar is bewaard gebleven en is te bezichtigen in het Museum voor het Openbaar Vervoer van Wallonië.
Om de asdruk te verlagen op B-wegen kende een aantal Nederlandse openbaarvervoerbedrijven in de jaren vijftig en zestig drieassige DAF-bussen met tandemassen in plaats van een enkelvoudige achteras. Bij het Britse bustype Bedford VAL was de vooras vervangen door tandemassen.